# Tottori (prefectuur)
De prefectuur Tottori  (Japans: 鳥取県, Tottori-ken) is een Japanse prefectuur in de regio Chugoku op het eiland Honshu. Tottori heeft een oppervlakte van 3507,26 km² en had op 1 april 2008 een bevolking van ongeveer 595.844 inwoners. De hoofdstad is Tottori.

## Geografie
De prefectuur grenst in het zuiden aan Okayama, in het zuidwesten aan Hiroshima en Shimane. In het noordwesten en noorden grenst Tottori aan de Japanse Zee terwijl de regio Kansai ten oosten van de prefectuur ligt.
De administratieve onderverdeling is als volgt :

### Zelfstandige steden (市) shi
Er zijn 4 steden in de prefectuur Tottori:
- Kurayoshi
- Sakaiminato
- Tottori (hoofdstad)
- Yonago

### Gemeenten (郡 gun)
De gemeenten van Tottori, ingedeeld naar district:
| District | Gemeenten                            |
| -------- | ------------------------------------ |
| Hino     | Hino - Kofu - Nichinan               |
| Iwami    | Iwami                                |
| Saihaku  | Daisen - Hiezu - Hoki - Nambu        |
| Tohaku   | Hokuei - Kotoura - Misasa - Yurihama |
| Yazu     | Chizu - Wakasa - Yazu                |

### Fusies
(Situatie op 1 januari 2006) 
Zie ook: Gemeentelijke herindeling in Japan
- Op 1 september 2004 werden de gemeenten Tohaku en Akasaki van het District Tohaku samengevoegd tot de nieuwe gemeente Kotoura.
- Op 1 oktober 2004 werden de gemeenten Saihaku en Aimi van District Saihaku samengevoegd tot de nieuwe gemeente Nambu.
- Op 1 oktober 2004 werden de gemeenten Hawai , Togo en Tomari (Tottori) (allen van het District Tohaku) samengevoegd tot de nieuwe gemeente Yurihama.
- Op 1 november 2004 werden de gemeenten Fukube en Kokufu (van het District Iwami), Aoya, Ketaka en Shikano (van het District Ketaka) , Kawahara, Mochigase en Saji (van het District Yazu) aangehecht bij de stad Tottori. Het District Ketaka hield op te bestaan als gevolg van deze fusie.
- Op 1 januari 2005 werden de gemeenten Mizokuchi van het District Hino en Kishimoto van het District Saihaku samengevoegd tot de nieuwe gemeente Hoki. De nieuwe gemeente behoort tot het District Saihaku.
- Op 22 maart 2005 werd de gemeente Sekigane van het District Tohaku aangehecht bij de stad Kurayoshi.
- Op 28 maart 2005 werden de gemeenten Nakayama en Nawa van het District Saihaku aangehecht bij de gemeente Daisen.
- Op 31 maart 2005 fusioneerden de gemeenten Koge, Funaoka en Hatto van het District Yazu tot de nieuwe gemeente Yazu.
- Op 31 maart 2005 werd de gemeente Yodoe van het District Saihaku aangehecht bij de stad Yonago.
- Op 1 oktober 2005 werden de gemeenten Daiei en Hōjō van het District Tohaku samengevoegd tot de nieuwe gemeente Hokuei.